# Miassichtchev M-50
Pour les articles homonymes, voir M50.
Le Miassichtchev M-50 (nom de code OTAN : Bounder) est un prototype de bombardier stratégique supersonique soviétique construit par le bureau d'études Miassichtchev.

## Historique
Le M-50 effectue son premier vol le 27 octobre 1959. Un seul appareil en état de vol est construit. Le M-50 cesse les vols d'essais dans les années 1960 et est exposé au Central Air Force Museum à Monino.

## Le M-52
Une seconde version, le M-52, est étudiée. La construction de l'appareil débute en 1958 et n'est jamais achevée. La carcasse finit par être mise à la ferraille.

### Aéronefs comparables
- B-58 Hustler